# Трененков, Иван Алексеевич
Иван Алексеевич Трененков (21 февраля 1936 года, с. Иванково, Угранский район, Смоленская область) — бригадир совхоза «Ижевский», Герой Социалистического Труда (1984). Заслуженный работник сельского хозяйства Казахской ССР (1984).

## Биография
Родился 21 февраля 1936 года в селе Иванково (ныне — Смоленская область) в крестьянской семье.
Окончив семилетнюю школу, отправился на учёбу в Ленинград, где поступил в железнодорожное училище. После окончания железнодорожного училища в 1953 году работал слесарем, техником-дефектоскопистом на Ленинград-Балтийском паровозном депо Октябрьской железной дороги.
В апреле 1954 году поехал в Казахскую ССР по комсомольской путёвке на освоение целинных земель. В 1955 году поступил в Елизаветинское училище механизации, которое окончил в 1956 году.
С 1956 года по 1974 год работал трактористом, шофёром и заведующим мастерской совхоза «Ижевский» Вишнёвского района Целиноградской области. В 1962 году вступил в КПСС.
В 1973 году был удостоен почётного звания «Заслуженный работник сельского хозяйства Казахской ССР».
В 1974 году был назначен бригадиром тракторно-полеводческой бригады. С 1990 года работал бригадиром Вишнёвского производственного объединения по птицеводству.
В 1984 году был удостоен звания Героя Социалистического Труда за достижение выдающихся показателей и трудовой героизм, проявленные при выполнении планов и социалистических обязательств по увеличению производства и продажи государству зерна и других продуктов земледелия. В 1984 году получил Государственную премию Казахской ССР.
Участвовал во Всесоюзной выставке ВДНХ.
Проживает в поселке Ижевское Акмолинской области.

## Награды
- Герой Социалистического Труда — указом Президиума Верховного Совета СССР от 6 июня 1984 года;
- Орден Ленина (1971 и 1984 гг.);
- Орден Трудового Красного Знамени (1974);
- Золотая и серебряная медаль ВДНХ.